# Pietrzykówko
Pietrzykówko (kaszb. Małe Pietrzëkòwa lub też Môłe Pietrzëkòwë, Môłe Pietrzëchòwë, niem. Klein Peterkau) – osada kaszubska w Polsce położona w województwie pomorskim, w powiecie człuchowskim, w gminie Koczała nad zachodnim brzegiem jeziora Ciemno. Osada wchodzi w skład sołectwa Pietrzykowo.
W latach 1975–1998 miejscowość administracyjnie należała do województwa słupskiego.